# Антон Йосипович
Антон Йосипович (хорв. Anton Josipović; 22 жовтня 1961, Баня-Лука, Югославія) — югославський та хорватський боксер, олімпійський чемпіон 1984 року. 

## Аматорська кар'єра
Олімпійські ігри 1984 
- 1/8 фіналу. Переміг Маркуса Ботта (Німеччина) 4-1
- 1/4 фіналу. Переміг Георгіка Доніці (Румунія) 5-0
- 1/2 фіналу. Переміг Мустафу Муссу (Алжир) 5-0
- Фінал. Переміг Кевіна Беррі (Нова Зеландія)